# Wheaton College (Illinois)
Wheaton College je soukromá křesťanská vysoká škola ve Spojených státech. Sídlí ve městě Wheaton na chicagském předměstí (40 km na západ).
Škola byla založena v roce 1860 americkým abolicionistou a bojovníkem za sociální reformy Jonathanem Blanchardem. Ve Spojených státech je považována za baštu evangelikální teologie a vzdělávání.
Na půdě školy se nachází Marion E. Wade Center s badatelskou knihovnou zaměřenou na díla britských spisovatelů sdružených v literární skupině Inklings, jež existovala v 30. až 60. letech dvacátého století v Oxfordu.

## Známí absolventi školy
- Rob Bell – americký spisovatel a řečník
- William Lane Craig – křesťanský filozof
- Wes Craven – režisér, scenárista a herec
- Jim Elliot – misionář v Ekvádoru
- Bart Ehrman – americký novozákoník
- Billy Graham – kazatel a evangelista
- Gary Chapman – spisovatel a řečník
- Mark Noll – církevní historik